# Jack Cork
Jack Frank Porteous Cork (Londra, 25 giugno 1989) è un calciatore inglese, difensore o centrocampista del Burnley U21.

## Biografia
È il figlio dell'allenatore Alan Cork.

## Carriera

### Club
È entrato nelle giovanili del Chelsea quando aveva 9 anni. Durante la stagione 2006-2007 Cork è andato due volte in prestito al Bournemouth.
La stagione 2007-2008 l'ha passata in prestito allo Scunthorpe United. Dopo 34 presenze e la retrocessione dalla Championship, è stato eletto giocatore del club dell'anno. Il suo primo gol in campionato avviene il 27 novembre 2007 nel pareggio per 1-1 con lo Scunthorpe United, contro il Coventry City.
Nell'agosto del 2008 si unisce al Southampton e ci resta fino al primo gennaio 2009.
A gennaio del 2009 passa al Watford. Il 24 gennaio segna il suo primo gol con il Watford nella vittoria 4-3 contro il Crystal Palace in FA Cup.
Il 21 agosto 2009 va in prestito al Coventry City fino a dicembre del 2009.
Il 1º febbraio del 2010 va in prestito al Burnley, esordendo nella sconfitta esterna per 3-0 contro il Fulham nel suo esordio in Premier League. Il suo primo gol col Burnley arriva il 9 maggio 2010 nel 4-2 sul Tottenham.

### Southampton
Il 7 luglio 2011 firma per il Southampton, che lo preleva dal Chelsea per circa un milione di euro.

### Swansea City
Il 30 gennaio 2015 viene acquistato dallo Swansea City per 4 milioni di euro. Con la squadra gallese giocò per 2 anni e mezzo in cui fu titolare, contribuendo ogni anno alla permanenza del club in Barclays Premier League.

### Ritorno al Burnley
Il 12 luglio 2017 lo Swansea City cedette Cork al Burnley per la cifra totale di 9,10 milioni di euro; Cork militò nel Burnley già 6 anni prima durante la stagione 2010-2011, ma in Championship.

### Nazionale
Ha fatto parte della Nazionale di calcio dell'Inghilterra Under-21, oltre ad aver fatto tutta la trafila delle nazionali giovanili inglesi, giocando anche con il Regno Unito durante le Olimpiadi 2012.
Nel novembre del 2017, venne convocato per la prima volta in carriera in Nazionale maggiore dal coach Gareth Southgate, per le partite amichevoli (prestigiose) contro la Germania e il Brasile. Il 10 novembre 2017 debuttò all'età di 28 anni con la Nazionale maggiore inglese, subentrando all'86º minuto della partita che la Nazionale dei tre leoni pareggiò in casa per 0-0 con la Germania, debuttando così alla prima occasione utile.

## Statistiche

### Presenze e reti nei club
Statistiche aggiornate al 10 dicembre 2024.
| Stagione            | Squadra             | Campionato          | Campionato | Campionato | Coppe nazionali | Coppe nazionali | Coppe nazionali | Coppe continentali | Coppe continentali | Coppe continentali | Altre coppe | Altre coppe | Altre coppe | Totale | Totale | Totale |
| Stagione            | Squadra             | Comp                | Pres       | Reti       | Comp            | Pres            | Reti            | Comp               | Pres               | Reti               | Comp        | Pres        | Reti        | Pres   | Reti   |        |
| ------------------- | ------------------- | ------------------- | ---------- | ---------- | --------------- | --------------- | --------------- | ------------------ | ------------------ | ------------------ | ----------- | ----------- | ----------- | ------ | ------ | ------ |
| 2006-2007           | Bournemouth         | FL1                 | 7          | 0          | FACup+CdL       | 2+0             | 0               | -                  | -                  | -                  | -           | -           | -           | 9      | 0      |        |
| 2007-2008           | Scunthorpe Utd      | FLC                 | 34         | 2          | FACup+CdL       | 1+0             | 0               | -                  | -                  | -                  | -           | -           | -           | 35     | 2      |        |
| 2008-gen. 2009      | Southampton         | FLC                 | 23         | 0          | FACup+CdL       | 0+2             | 0               | -                  | -                  | -                  | -           | -           | -           | 25     | 0      |        |
| gen.-giu. 2009      | Watford             | FLC                 | 19         | 0          | FACup+CdL       | 2+0             | 1+0             | -                  | -                  | -                  | -           | -           | -           | 21     | 1      |        |
| 2009-gen. 2010      | Coventry City       | FLC                 | 21         | 0          | FACup+CdL       | 0               | 0               | -                  | -                  | -                  | -           | -           | -           | 21     | 0      |        |
| gen.-giu. 2010      | Burnley             | PL                  | 11         | 1          | FACup+CdL       | 0               | 0               | -                  | -                  | -                  | -           | -           | -           | 11     | 1      |        |
| 2010-2011           | Burnley             | FLC                 | 40         | 3          | FACup+CdL       | 3+3             | 0               | -                  | -                  | -                  | -           | -           | -           | 46     | 3      |        |
| 2011-2012           | Southampton         | FLC                 | 46         | 0          | FACup+CdL       | 1+2             | 0               | -                  | -                  | -                  | -           | -           | -           | 49     | 0      |        |
| 2012-2013           | Southampton         | PL                  | 28         | 0          | FACup+CdL       | 1+1             | 0               | -                  | -                  | -                  | -           | -           | -           | 30     | 0      |        |
| 2013-2014           | Southampton         | PL                  | 28         | 0          | FACup+CdL       | 2+3             | 0               | -                  | -                  | -                  | -           | -           | -           | 33     | 0      |        |
| 2014-gen. 2015      | Southampton         | PL                  | 12         | 2          | FACup+CdL       | 1+2             | 0+1             | -                  | -                  | -                  | -           | -           | -           | 15     | 3      |        |
| Totale Southampton  | Totale Southampton  | Totale Southampton  | 137        | 2          |                 | 15              | 1               |                    | -                  | -                  |             | -           | -           | 152    | 3      |        |
| gen.-giu. 2015      | Swansea City        | PL                  | 15         | 1          | FACup+CdL       | 0               | 0               | -                  | -                  | -                  | -           | -           | -           | 15     | 1      |        |
| 2015-2016           | Swansea City        | PL                  | 35         | 1          | FACup+CdL       | 1+0             | 0               | -                  | -                  | -                  | -           | -           | -           | 36     | 1      |        |
| 2016-2017           | Swansea City        | PL                  | 30         | 0          | FACup+CdL       | 1+1             | 0               | -                  | -                  | -                  | -           | -           | -           | 32     | 0      |        |
| Totale Swansea City | Totale Swansea City | Totale Swansea City | 80         | 2          |                 | 3               | 0               |                    | -                  | -                  |             | -           | -           | 83     | 2      |        |
| 2017-2018           | Burnley             | PL                  | 38         | 2          | FACup+CdL       | 1+2             | 0+1             | -                  | -                  | -                  | -           | -           | -           | 41     | 3      |        |
| 2018-2019           | Burnley             | PL                  | 37         | 1          | FACup+CdL       | 2+0             | 0               | UEL                | 6                  | 2                  | -           | -           | -           | 45     | 3      |        |
| 2019-2020           | Burnley             | PL                  | 30         | 0          | FACup+CdL       | 2+0             | 0               | -                  | -                  | -                  | -           | -           | -           | 32     | 0      |        |
| 2020-2021           | Burnley             | PL                  | 16         | 0          | FACup+CdL       | 2+0             | 0               | -                  | -                  | -                  | -           | -           | -           | 18     | 0      |        |
| 2021-2022           | Burnley             | PL                  | 20         | 1          | FACup+CdL       | 1+3             | 0               | -                  | -                  | -                  | -           | -           | -           | 24     | 1      |        |
| 2022-2023           | Burnley             | FLC                 | 39         | 0          | FACup+CdL       | 4+1             | 0               | -                  | -                  | -                  | -           | -           | -           | 44     | 0      |        |
| 2023-2024           | Burnley             | PL                  | 4          | 0          | FACup+CdL       | 0+2             | 0+0             | -                  | -                  | -                  | -           | -           | -           | 6      | 0      |        |
| Totale Burnley      | Totale Burnley      | Totale Burnley      | 235        | 8          |                 | 26              | 1               |                    | 6                  | 2                  |             | -           | -           | 267    | 11     |        |
| Totale carriera     | Totale carriera     | Totale carriera     | 533        | 14         |                 | 49              | 3               |                    | 6                  | 2                  |             | -           | -           | 588    | 19     |        |

### Cronologia presenze e reti in nazionale

#### Nazionale maggiore
| Cronologia completa delle presenze e delle reti in nazionale ― Inghilterra | Cronologia completa delle presenze e delle reti in nazionale ― Inghilterra | Cronologia completa delle presenze e delle reti in nazionale ― Inghilterra | Cronologia completa delle presenze e delle reti in nazionale ― Inghilterra | Cronologia completa delle presenze e delle reti in nazionale ― Inghilterra | Cronologia completa delle presenze e delle reti in nazionale ― Inghilterra | Cronologia completa delle presenze e delle reti in nazionale ― Inghilterra | Cronologia completa delle presenze e delle reti in nazionale ― Inghilterra |
| Data                                                                       | Città                                                                      | In casa                                                                    | Risultato                                                                  | Ospiti                                                                     | Competizione                                                               | Reti                                                                       | Note                                                                       |
| -------------------------------------------------------------------------- | -------------------------------------------------------------------------- | -------------------------------------------------------------------------- | -------------------------------------------------------------------------- | -------------------------------------------------------------------------- | -------------------------------------------------------------------------- | -------------------------------------------------------------------------- | -------------------------------------------------------------------------- |
| 11-11-2017                                                                 | Londra                                                                     | Inghilterra                                                                | 0 – 0                                                                      | Germania                                                                   | Amichevole                                                                 | -                                                                          | 86’                                                                        |
| Totale                                                                     |                                                                            | Presenze                                                                   | 1                                                                          |                                                                            | Reti                                                                       | 0                                                                          |                                                                            |

## Palmarès

### Club

#### Competizioni nazionali
- Campionato inglese di seconda divisione: 1

Burnley: 2022-2023